# Clickbait (Lied)
Clickbait ist ein montenegrischsprachiges Lied von Ilija Pejović. Mit dem Titel gewann seine Band NeonoeN die Show Montesong 2024 und hätte Montenegro beim Eurovision Song Contest 2025 in Basel vertreten sollen. Der Beitrag wurde jedoch zurückgezogen.

## Hintergründe
Mit dem Titel nahm die Gruppe an der Fernsehshow Montesong 2024, die von RTCG am 27. November 2024 ausgestrahlt wurde und als montenegrinische Vorentscheidung zum kommenden Eurovision Song Contest diente. Mit insgesamt 20 Punkten gewann die Gruppe den Wettbewerb knapp vor Nina Žižić und ihrem Titel Dobrodošli, die 19 Punkte erhielt.
Nach dem Sieg der Gruppe wurde Anfang 2024 bekannt, dass NeonoeN den Titel bereits 2023 am Kulture Zabjelo Festival in Zabjelo (Podgorica) aufgeführt hatten. Dies bedeutete einen möglichen Regelverstoß des Eurovision Song Contest, da nur neue Lieder teilnehmen dürfen, die nach dem 1. September des jeweiligen Vorjahres veröffentlicht wurden. Eine ähnlich lautende Regel enthielt auch das Regelbuch von Montesong. Während sich der montenegrinische Rundfunk nach den neuen Erkenntnissen mit der Europäischen Rundfunkunion beriet, verteidigte die Band ihren damaligen Auftritt. Das damalige Publikum erinnere sich vermutlich gar nicht mehr an den Titel, der auch nie kommerziell erschienen sei, was zu keiner Bevorteilung geführt habe.
Kurz darauf zog sich die Band freiwillig zurück und erklärte, sie stehe nicht mehr für eine Teilnahme am europäischen Wettbewerb zur Verfügung. Am 8. Dezember wurde die zweitplatzierte Žižić als montenegrinische Vertreterin bestimmt.

## Veröffentlichung
Vor der Teilnahme an Montesong existierte keine kommerzielle Veröffentlichung des Titels. Clickbait wurde am 10. November 2024 als Musikstream veröffentlicht. Weiterhin existiert eine Live-Version. Am 8. Mai 2025 erschien der Titel auf dem Album Huk na zvuk NeonoeN-a, das beim Label von RTS verlegt wurde.
Trotz der nicht erfolgten Teilnahme am Eurovision Song Contest wurde am 27. März 2025 ein Musikvideo des Titels veröffentlicht. Es wurde unter der Regie von Balša Krkeljić gedreht.

## Mitwirkende
- Musik, Text, Gitarre: Ilija Pejović
- Produktion: Bojan Dobrilović
- Abmischung, Mastering: Goran Antović
- Gesang: Marko Vukčević
- Bassgitarre: Filip Vulanović
- Schlagzeug: Milan Vujović[6]